# Директива 2005/36/ЕС
Директива 2005/36/ЕС, также известна как Директива Европейского парламента и Совета Европейского Союза 2005/36/ЕС от 7 сентября 2005 г. «о признании профессиональных квалификаций» (англ. Directive 2005/36/EC of the European Parliament and of the Council of 7 September 2005 on the recognition of professional qualifications) — нормативный акт, которым регулируется порядок взаимного признания дипломов, сертификатов и других документов, официально подтверждающих квалификацию наёмного работника на территории стран Евросоюза. Документ был принят 7 сентября 2005 года в Брюсселе Европарламентом и Советом Европейского союза и вступил в силу 20 октября 2005 года.

## История создания
Директива Европейского парламента и Совета 2005/36/ЕС от 7 сентября 2005 года «о признании профессиональных квалификаций», с одной стороны была принята как обобщённый кодекс правил Евросоюза в этой сфере, а с другой — ввела некоторые новые положения, которыми устранялись пробелы в правовом регулировании признания квалификаций. С 20 декабря 2007 года она полностью заменила положения всех предыдущих директив в этой области. В данной Директиве впервые был введён минимальный трёхлетний срок для любого профессионального образования.

## Характеристика документа

### Структура
- Преамбула (Whereas, состоит из пунктов 1-44);
- Титул I. Общие положения (Title I General provisions, состоит из статей 1-4);
- Титул II. Свободное предоставление услуг (Title II Free provision of services, состоит из Ст.5-9);
- Титул III. Свобода учреждения (Title III Freedom of establishment);
- Глава I. Общая система признания документов об образовании (Chapter I General system for the recognition of evidence of training, состоит из Ст.10-15);
- Глава II. Признание профессионального опыта (Chapter II Recognition of professional experience, состоит из Ст.16-20);
- Глава III. Признание на основе координации минимальных требований к образованию (Chapter III Recognition on the basis of coordination of minimum training conditions, состоит из Ст. 21-49);
- Глава IV. Общие положения по учреждению (Chapter IV Common provisions on establishment, состоит из Ст. 50-52);
- Титул IV. Детальные правила осуществления профессиональной деятельности (Title IV Detailed rules for pursuing the profession, состоит из Ст. 53-55);
- Титул V. Административное сотрудничество и ответственность перед гражданами за ввод в действие (Title V Administrative cooperation and responsibility for implementation, состоит из Ст. 56-59);
- Титул VI. Прочие положения (Title VI Other provisions, состоит из Ст. 60-64);
- Приложение I. Перечень профессиональных ассоциаций или организаций, соответствующих условиям Статьи 3(2) (Annex I List of professional associations or organisations fulfilling the conditions of Article 3(2));
- Annex II List of courses having a special structure referred to in Article 11 point (c) subparagraph (ii)
- Annex III List of regulated education and training referred to in the third subparagraph of Article 13(2)
- Приложение IV. Деятельность, относящаяся к категориям профессионального опыта, упомянутого в Статьях 17, 18 и 19 (Annex IV Activities related to the categories of professional experience referred to in Articles 17, 18 and 19);
- Приложение V. Признание на основе координации минимальных требований к образованию (Annex V Recognition on the basis of coordination of the minimum training conditions);
- Приложение VI. Приобретенные права, применимые к профессиям, подлежащим признанию на основе координации минимальных требований к образованию (Annex VI Acquired rights applicable to the professions subject to recognition on the basis of coordination of the minimum training conditions);
- Приложение VII. Документы и свидетельства, которые могут быть востребованы в соответствии со Статьёй 50(1) (Annex VII Documents and certificates which may be required in accordance with Article 50(1))[2][3].

### Задачи
Главная задача Директивы 2005/36/ЕС состояла во взаимном признании странами-членами Евросоюза лицензий, которые были выданы другими государствами Кроме того, было чётко указан круг лиц, на которых распространяется действие положений данной Директивы (к примеру, были исключены члены семьи, проживающие в третьих странах).